# Metropolitanska opera
Metropolitanska operna hiša (znana tudi kot The Met) je operna hiša na Broadwayu na Lincolnovem trgu na zgornji zahodni strani Manhattna v New Yorku. Gledališče, ki je del Lincolnovega centra, je zasnoval Wallace K. Harrison. Odprta je bila leta 1966 in je nadomestila prvotno Metropolitansko operno hišo iz leta 1883 na Broadwayu in 39. ulici. Z zmogljivostjo približno 3850 sedežev je hiša največja repertoarna operna hiša na svetu. Dom Metropolitan Opera Company, objekt v poletnih mesecih gosti tudi Ameriško baletno gledališče.

## Zgodovina

### Načrtovanje in gradnja
Načrtovanje novega doma za Metropolitansko opero se je začelo že sredi 1920-ih, ko so prostori v zakulisju nekdanje hiše postajali zelo neprimerni za rast repertoarja in napredek odrskih del. Kot del razvoja današnje lokacije Rockefellerjevega centra naj bi prišlo do razvoja z novo operno hišo s 4000 sedeži v njenem središču. Finančne težave in zlom borznega trga leta 1929 so odložili selitev Metropolitanske opere in kompleks je postal bolj komercialen.
Z napredovanjem razvoja je John D. Rockefeller Jr. nadomestil razvoj operne hiše s kompleksom Rockefeller Center; to je vključevalo 70-nadstropni nebotičnik RCA Building, ki so ga odprli leta 1933. Mlademu arhitektu Rockefellerjevega centra Wallaceu Harrisonu so približno 20 let kasneje pristopili predstavniki Newyorške filharmonije in Met, da bi razvil nov dom za obe ustanovi.
Kot glavni arhitekt za razvoj Lincoln Centra je bil Harrison izbran za načrtovanje nove operne hiše, ki naj bi bila zgrajena kot osrednji del novega kompleksa uprizoritvenih umetnosti – petindvajset arov velikega mesta z osemnajstimi bloki na Upper West Side, izbrano Roberta Mosesa kot velik projekt urbane prenove in čiščenja slumov. Po dolgem procesu preoblikovanja, revizij in nasprotujočih si interesov (zagotovil jih je Met, ki je želel bolj tradicionalno zasnovo za svoj dom, in nasprotujoče si želje arhitektov drugih prizorišč Lincoln Center), se je bila izgradnja Harrisonove triinštiridesete zasnove Metropolitanske operne hiše začela pozimi 1963, zadnje od treh večjih prizorišč Lincoln Centra, ki je bilo dokončano. Zamude pri gradnji zaradi dokončanja sosednjega newyorškega državnega gledališča (pravočasno z odprtjem Svetovne razstave leta 1964) so povzročile, da je mesto izkopavanja dobilo vzdevek 'Jezero Bing' po takratnem generalnem direktorju Meta Rudolfu Bingu.
Čeprav se hiša uradno ni odprla še nekaj mesecev, je bila prva javna predstava v novi Metropolitanski operni hiši uprizoritev La fanciulla del West Giacoma Puccinija 11. aprila 1966 z Beverly Bower kot Minnie, Gaetanom Bardinijem kot Dickom Johnsonom, in Cesare Bardelli kot Jack Rance. Produkcije se je udeležilo 3000 srednješolcev, začela pa se je z igranjem državne himne in nizom zvočnih testov, ki so vključevali glasen akord orkestra in pokanje iz puške. Nova stavba je bila uradno odprta 16. septembra 1966 s svetovno premiero Antonija in Kleopatre Samuela Barberja v režiji in oblikovanju Franca Zeffirellija ter koreografiji Alvina Aileya z Leontyne Price kot Kleopatro in dirigentom Thomasom Schippersom.

### Zmogljivosti in uporaba
Met je eden tehnološko najnaprednejših odrov na svetu. Njegova široka paleta hidravličnih dvigal, motoriziranih odrov in sistemov opreme je omogočila uprizoritvene zahteve velike opere na repertoarju in omogočila kompleksne produkcije, kot je produkcija La bohème Franca Zeffirellija leta 1981, pa tudi produkcije ogromnih oper, vključno z Vojno in  Mir Prokofjeva, Verdijevo Aido in Wagnerjev štiridelni, 16-urni Nibelunški prstan. Oder Met je bil tudi dom številnih svetovnih premier oper, vključno z Versajskimi duhovi Johna Corigliana, Potovanjem Philipa Glassa in ameriško premiero Dva fanta Nica Muhlyja leta 2013.
Ko je Metropolitanska opera na odmoru, je Operna hiša dom letne spomladanske sezone Ameriškega baletnega gledališča (ABT). Redno gosti gostujoče operne in baletne skupine, vključno s skupinami Kirovski balet, Bolšoj teater in La Scala. Poleg tega je Met predstavil recitale Vladimirja Horowitza, Renée Fleming, Kathleen Battle in drugih. Einstein na plaži Philipa Glassa je bil neodvisno uprizorjen v Metu leta 1976. Uspešni so bili tudi koncerti Barbre Streisand, The Who, Paula McCartneyja in drugih.
Leta 1986 se je zgodilo več pomembnih neoperativnih nastopov. 8. julija je bil na gala zbiranju sredstev v korist ABT in baleta Pariške opere prvi skupni nastop po več kot desetih letih umetniškega vodje ABT Mihaila Barišnikova in direktorja baleta Pariške opere Rudolfa Nurejeva. 9. in 10. avgusta je komik Robin Williams posnel predstave, ki so bile prikazane na HBO in izdane na zgoščenki pod naslovom Robin Williams Live at the Met. 19. oktobra so bili Herbert von Karajan in Berlinski filharmoniki med svojo severnoameriško turnejo načrtovani za matinejski koncert v operni hiši, vendar je Karajan zbolel in ga je zamenjal James Levine.
Operna hiša je bila prikazana v številnih filmih in televizijskih programih, vključno z vrhuncem filma Normana Jewisona Moonstruck iz leta 1987. Poleg rednih radijskih in televizijskih oddaj Metropolitanske opere je bilo v Metropolitanski operni hiši produciranih več drugih televizijskih programov, vključno s Pogled v Metropolitansko opero Dannyja Kayeja (CBS, 1975) in Sills in Burnett v Metu (CBS, 1976). Leta 1999 in 2001 je bila Opera House prizorišče podelitve MTV Video Music Awards.
Od maja 2017, ob svoji 50. obletnici, je Metropolitanska operna hiša gostila več kot 11.000 predstav in 164 ločenih oper (67 jih je bilo dodanih po selitvi Meta v sedanjo stavbo), pri čemer je bilo tam ustvarjenih 251 produkcij. James Levine je dirigiral 2583 od 11.000 predstav Operne hiše; Charles Anthony je tam pel 2296-krat; in Trije tenorji so tam skupaj nastopili 1298-krat. Poleg tega je Met predvajal 1931 nastopov na radiu v živo, 198 na televiziji in 109 v kinodvoranah.

## Arhitektura

### Avditorij
Metropolitanska operna hiša stoji na zahodnem koncu trga Lincoln Center Plaza in je obrnjena proti aveniji Columbus in Broadwayu ter tvori os z gledališčem Philipa Johnsona David Koch Theatre (prej New York State Theatre) in David Geffen Hall (prej Avery Fisher Hall), ki ju je zasnoval Max Abramovitz, z vodnjakom na trgu v središču. Čeprav ceste v smeri zahod–vzhod ne potekajo skozi sam Lincoln Center, je Metropolitanska operna hiša vzporedna z blokom od West 63rd Street do West 64th Street. Zadnji del hiše se sreča z Amsterdamsko avenijo in se razteza do vhoda na trg.

### Fasada
Stavba je oblečena v beli travertin, vzhodna fasada pa je okrašena s svojo značilno serijo petih betonskih lokov ter veliko stekleno in bronasto fasado, ki se dviga 96 čevljev nad trgom. Na severni, južni in zahodni strani stavbe na stotine navpičnih plavuti travertina, ki potekajo po celotni višini konstrukcije, dajejo vtis, da je fasada neprekinjena masa travertina, gledano iz določenih kotov. Stavba ima skupaj 14 nadstropij, od tega 5 pod zemljo.

### Notranjost

#### Preddverje
V preddverju sta na ogled dve stenski poslikavi, ki ju je za prostor ustvaril Marc Chagall, Viri glasbe in Zmagoslavje glasbe. Stenske poslikave so velike približno 9,1 m × 11 m. Južna stena ima delo z naslovom Zmagoslavje glasbe, severna stena pa vsebuje Vire glasbe. Leta 2009 se je upravni odbor Meta odločil uporabiti slike kot zavarovanje za dolgoročno posojilo, ki je bilo prej odvisno od gotovine. Nekateri viri ocenjujejo vrednost slik na 20 milijonov dolarjev.
V večnadstropnem preddverju prevladuje konzolno stopnišče iz betona in teraca, ki povezuje glavni nivo s saloni na spodnjem nivoju in zgornjimi nadstropji. Osrednji del preddverja je niz enajstih kristalnih lestencev, ki spominjajo na ozvezdja z bleščečimi lunami in sateliti, ki se razpršijo v vse smeri; avditorij vsebuje 21 ujemajočih se lestencev, od katerih največji meri v premer 5,5 m. Lestence je podarila avstrijska vlada kot povračilo za ameriško pomoč med Marshallovim načrtom po drugi svetovni vojni], oblikoval pa jih je dr. Hans Harald Rath iz J. & L. Lobmeyrja, Dunaj. Dvanajst lestencev v avditoriju je na motoriziranih vitlih in pred predstavami dvignjenih do stropa, da ne ovirajo vidnih linij občinstva na zgornjih nivojih.
Leta 2008 so bili lestenci v preddverju razstavljeni in poslani v delavnico J & L Lobmeyr na Dunaju, da bi jih obnovili pred sezono ob 125. obletnici Meta. Delavci so ponovno povezali dele in zamenjali več od 49.000 kristalov, ki so bili zlomljeni ali manjkajoči. V avli so tudi skulpture Aristida Maillola in Wilhelma Lehmbrucka ter portreti pomembnih izvajalcev in članov družbe Met. 3000 kvadratnih metrov velurja prekriva stene pred hišnimi prostori, z zlatimi lističi, bronom, italijanskim marmorjem in betonom pa so arhitekturne površine v teh prostorih. Restavracija zaseda prostor na nivoju Grand Tier, prostori za pokrovitelje, člane ceha in Metropolitanski operni klub pa obstajajo tudi v preddverjih.
Restavracija, znana kot 'Top of the Met', ki je zasedala balkon s pogledom na trg in preddverja pod njim, je bila ob odprtju uspešna, vendar so jo sredi 1970-ih zaprli po majhnem obisku. Prostor je zasnoval sam Harrison in vseboval freske francoskega impresionista Raoula Dufyja. Druge javne prostore v operni hiši so okrasili takšni notranji oblikovalci tistega časa, kot so Angelo Donghia, William Baldwin in L. Garth Huxtable, mož takratne arhitekturne kritičarke New York Timesa Ade Louise Huxtable, ki bi ob odprtju stavbe znano zapisati: »Obstaja močna skušnjava, da bi zaprli oči«.

#### Avditorij
Avditorij je pahljačaste oblike in okrašen v zlati in bordo barvi s sedeži za 3794 in 245 stoječih mest na šestih nivojih. Več kot 4000 kvadratov zlatih lističev prekriva kupolast strop v obliki cvetnih listov, s katerega visi 21 kristalnih lestencev. Stene avditorija so obložene s palisandrom kevazingo bubinga, znanim po svoji akustični kakovosti. Avditorij je znano, da je akustično pomemben - majhne pogovore in tihe glasbene trenutke je mogoče dobro slišati na vrhu Family Circle, približno 45 m stran od odra. Posledično je operna hiša edina dvorana Lincoln Centra, ki zaradi akustičnih težav ni bila obnovljena. Kvadratni zlati proscenij je širok 16 m in visok 16 m. Glavna zavesa iz po meri tkanega zlatega damasta, dar Metropolitanskega opernega kluba, je največja jezičkasta zavesa na svetu. Nad proscenijem je neimenovana bronasta skulptura Mary Callery. Orkestrska jama je zelo velika in odprta proti avditoriju, z zmogljivostjo do 110 glasbenikov.
Kompleks odra je eden največjih in najbolj zapletenih te vrste na svetu, saj sega 24 m globoko od zavese do zadnje stene. Celotne mere odra s prostorom za krila so 27 m globoko in 31 m široko. Oder vsebuje 7 hidravličnih dvigal, širokih 18 m, z dvojnimi etažami; trije odri (veliki prostori na obeh straneh glavnega odra in za njim, od katerih lahko vsak sprejme celotno odrsko postavitev), pri čemer zgornji oder vsebuje gramofon premera 18 m; 103 motorizirane letve (linije) za dvigovanje nad glavo; in dve 30 m visoki ciklorami, ki popolnoma ovijata.
Velik in visokomehaniziran oder in podporni prostor omogočata rotacijsko predstavitev do štirih različnih opernih produkcij vsak teden. Avditorij zavzema četrtino notranjega prostora stavbe; masivni skladiščni prostori pod odrom omogočajo skladiščenje proizvodnje v operni hiši in velike delavnice za izdelavo kulis, kostumov, lasulj in električne opreme, kot tudi kuhinje, pisarne, menzo za zaposlene in prostore za garderobe za ravnatelje, zbor, presežne člane, balet in otroški zbor obkrožajo odrski kompleks v več nadstropjih. Dve veliki dvorani za vaje (ki sta tri nadstropja pod odrom) imata skoraj enake dimenzije glavnega odra, kar omogoča blokiranje vaj in prostor za celotno postavitev orkestra.